# Люин, Шарль-Филипп д’Альбер
Шарль-Фили́пп д’Альбе́р де Люи́н (фр. Charles-Philippe d'Albert de Luynes; 30 июля 1695, Париж — 2 ноября 1758, замок Дампьер (Дампьер-ан-Ивелин) — 4-й герцог де Люин, пэр Франции, рыцарь орденов короля, мемуарист.

## Биография
Сын Оноре-Шарля д’Альбер де Люина, герцога де Монфора (Шеврёза), и Мари-Анн-Жанны де Курсийон.
В 1712 наследовал своему деду Шарлю-Оноре д’Альберу, 3-му герцогу де Люину. От матери, умершей в 1718 году, унаследовал титул маркиза де Данжо. 
Участвовал в кампании 1713 года и в испанской войне 1717 года. Был кампмейстером кавалерийского полка Люина.
26 января 1723 принят в парламенте в качестве пэра. 18 июня 1732 заключил с герцогом де Шоном договор о взаимном наследовании герцогств Люин, Шеврёз и Шон, утверждённый в парламенте в марте 1733.
1 января 1748 пожалован в рыцари ордена Святого Духа, получил его 2 февраля. Умер 2 ноября 1758 в своем замке Дампьер, тело перевезено в Париж и погребено рядом с останками первой жены в церкви прихода Сен-Сюльпис 6 ноября. 
Благодаря второй жене, ставшей придворной дамой Марии Лещинской, вошел в ближнее окружение королевы. Составил дневник политических и придворных событий, не обладающий значительными литературными достоинствами, но являющийся ценным историческим источником. Под названием «Мемуары герцога де Люина о дворе Людовика XV (1735—1758)» это сочинение было издано Луи Дюсьё и Эдосом Сулье в 1860—1865 годах под патронажем герцога Оноре-Теодорика д’Альбер де Люина в 17-ти томах.

## Семья
1-я жена (24.02.1710): Луиза-Леонтина-Жаклин де Бурбон-Суассон (24.10.1696—11.01.1721), княгиня Невшательская, графиня де Дюнуа, виконтесса де Шатодён, дама де Нуайе и Шомон, дочь и наследница Луи-Анри де Бурбон-Суассона, князя Невшательского, и Анжелики-Кюнегонды де Монморанси-Люксембург
Дети:
- Элизабет-Анжелика д’Альбер де Люин (28.07.1715—2.02.1722)
- Мари-Шарль-Луи д’Альбер де Люин (24.04.1717—8.10.1771), 5-й герцог де Люин. Жена 1) (22.01.1735): Тереза-Пелажи д’Альбер де Люин (1719—1736), дочь Луи-Жозефа д’Альбер де Люина, графа де Вертингена, принца де Гримберга, и Мадлен-Мари-Онорин де Берг де Монтиньи, принцессы де Берг; 2) (27.04.1738): Генриетта-Николь Пиньятелли-Эгмонт (1719—1782), дочь Прокопа Шарля Никола Огюстена Леопольда Пиньятелли, герцога ди Бизачча, графа д'Эгмонт, и Генриетты-Жюли де Дюрфор де Дюрас
- Мари-Шарлотта д’Альбер де Люин (21.09.1719—11.08.1721)

2-я жена (13.01.1732): Мари Брюлар (ок. 1684 — 11.09.1763), дочь Никола Брюлара, маркиза де Лаборд, и Мари Ле-Бутийе де Шавиньи, вдова Луи-Жозефа де Бетюна, маркиза де Шаро